# Stazione di Kōfu

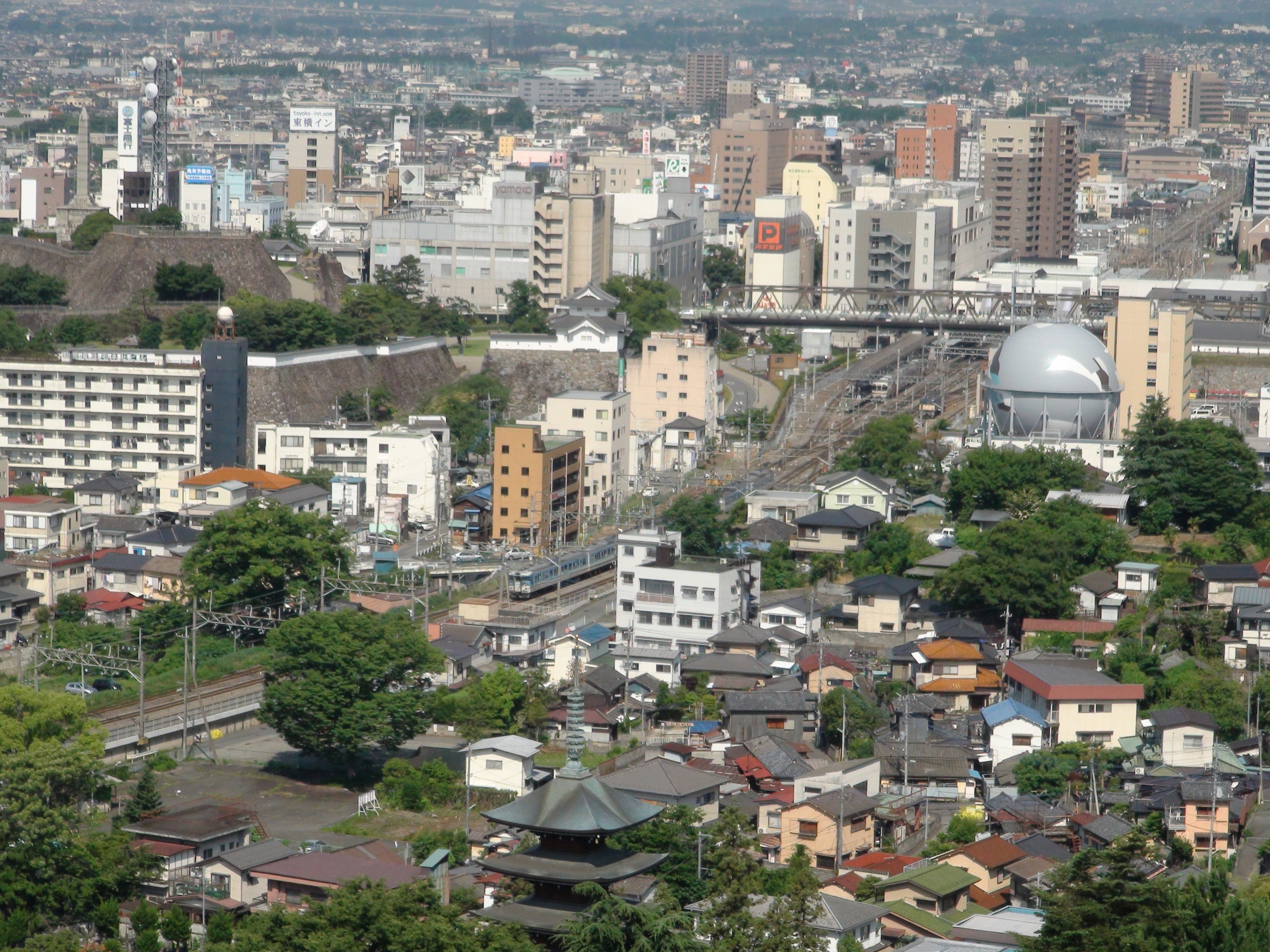
Vista aerea della stazione con i resti del castello di Kofu

La stazione di Kōfu (甲府駅?, Kōfu-eki) è la principale stazione ferroviaria della città di Kōfu, capoluogo della prefettura di Yamanashi, e serve la linea linea principale Chūō della JR East, ed è origine per la linea Minobu, gestita invece dalla JR Central.

## Linee
East Japan Railway Company
■ Linea principale Chūō
 Central Japan Railway Company
■ Linea Minobu

## Storia
La stazione venne completata nel 1903 (anno Meiji 36), come capolinea per la ferrovia Kansetsu. La ferrovia venne estesa in seguito a Nirasaki, alla fine dello stesso anno.
Nel 1924 a causa di un incendio scaturito da una stufa presente in una sala d'attesa, la stazione venne interamente distrutta dalle fiamme, e in seguito ricostruita. Quattro anni dopo, arrivò la linea Minobu, all'epoca gestita dalla società Ferrovia Fuji Minobu, e nel 1932 la Ferrovia Elettrica di Yamanashi, che sarebbe stata soppressa poi nel 1962.
Nel 1987, con la dissoluzione delle Ferrovie Nazionali Giapponesi, la stazione passa sotto la gestione prevalente di JR East e, nel 2004, con il miglioramento dei collegamenti con Tokyo, vengono installati tornelli automatici e il supporto alla biglietteria elettronica Suica.

## Struttura
La stazione dispone di fabbricato viaggiatori a ponte, sui binari, integrato con un grande complesso commerciale. A livello del terreno, sono presenti cinque binari passanti, con due marciapiedi laterali e due a isola per cinque binari totali.
| 1   | ■ Linea principale Chūō | per Kobuchizawa e Matsumoto                  |
| 2-3 | ■ Linea principale Chūō | per Ōtsuki, Hachiōji, Shinjuku e Tokyo       |
| 4-5 | ■ Linea Minobu          | per Kajikazawaguchi, Minobu, Fuji e Shizuoka |

## Stazioni adiacenti
| «                     | Servizio              | »                     |
| Linea Principale Chūō | Linea Principale Chūō | Linea Principale Chūō |
| --------------------- | --------------------- | --------------------- |
| Sakaori               | -                     | Ryūō                  |
| Linea Minobu          |                       |                       |
| Kanente               | Locale                | Capolinea             |